# Džankoj
Džankoj (ukrajinsky a rusky Джанкой, krymskotatarsky a v dalších turkických jazycích Canköy) je město na severu Krymského poloostrova, sporného území považovaného za část Ukrajiny, ale ovládaného od Krymské krize Ruskem. Název je odvozen z krymskotatarského Can (jaro) a Köy (vesnice). Sídlo vzniklo na počátku 19. století, růst začalo až s příchodem železnice, která je zde vedle průmyslu hlavním zdrojem obživy. Džankoj je hlavním železničním uzlem celého poloostrova: kříží se zde dvoukolejná elektrifikovaná trať Moskva – Charkov – Záporoží – Džankoj – Simferopol – Sevastopol a jednokolejná trať Mykolajiv – Cherson – Džankoj – Feodosija/Kerč. Roku 2006 zde žilo 40 000 obyvatel (převážně Rusů), což je o více než pětinu méně oproti roku 1989.
Východně od města se nachází letecká základna Džankoj.

## Džankojská městská rada
Administrativně je město spravováno městskou radou, do jehož obvodu nespadá žádné další sídlo.

## Píseň ze Džankoje
Město proslavila židovská budovatelská píseň Džankoje (Hej Džankoje, Az men fort kajn Sevastopol). Její text (v jazyce jidiš) oslavuje krymské Židy jako pracovité sovětské občany zapojené do práce v socialistickém zemědělství. Pochází pravděpodobně ze 20. či 30. let 20. století a stala se populární i v USA, Kanadě i jinde na Západě a lze ji nalézt v repertoáru amerických The Klezmatics, německých Kasbek Ensemble či českých Trombenik aj.